# Skärknivsteklar
Skärknivsteklar (Ibaliidae) är en familj av steklar som beskrevs av Thomson 1862. Enligt Catalogue of Life ingår skärknivsteklar i överfamiljen Cynipoidea, ordningen steklar, klassen egentliga insekter, fylumet leddjur och riket djur, men enligt Dyntaxa är tillhörigheten istället ordningen steklar, klassen egentliga insekter, fylumet leddjur och riket djur. Enligt Catalogue of Life omfattar familjen Ibaliidae 19 arter. 
Kladogram enligt Catalogue of Life och Dyntaxa:
| skärknivsteklar | \| \| Eileenella \| \| \| \| \| \| Heteribalia \| \| \| \| \| \| Ibalia \| \| \| \| |
|                 | \| \| Eileenella \| \| \| \| \| \| Heteribalia \| \| \| \| \| \| Ibalia \| \| \| \| |
|                 | gallsteklar                                                                         |
|                 |                                                                                     |
|                 | glattsteklar                                                                        |
|                 |                                                                                     |
|                 | Eileenella                                                                          |
|                 |                                                                                     |
|                 | Heteribalia                                                                         |
|                 |                                                                                     |
|                 | Ibalia                                                                              |
|                 |                                                                                     |

|  | Eileenella  |
|  |             |
|  | Heteribalia |
|  |             |
|  | Ibalia      |
|  |             |

## Bildgalleri

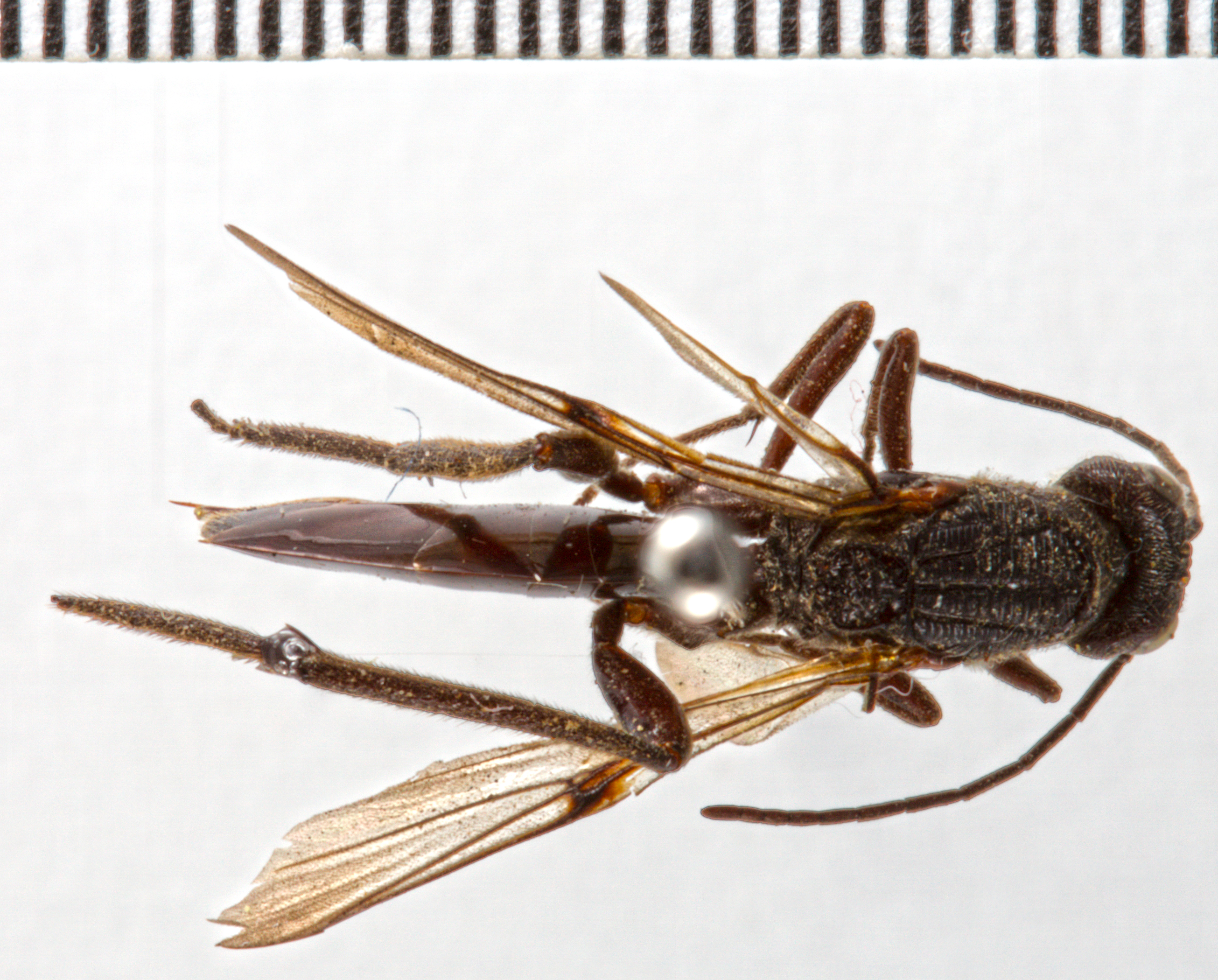
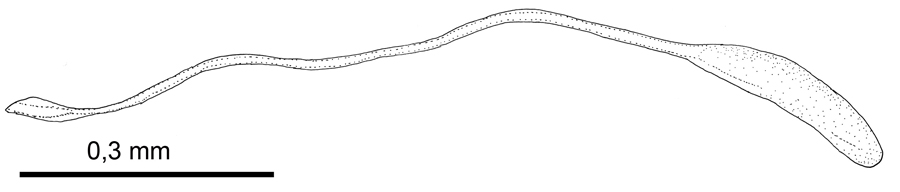
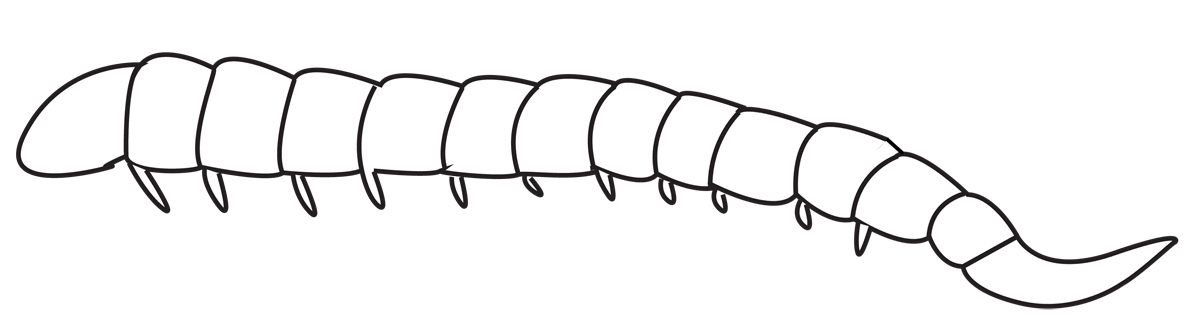
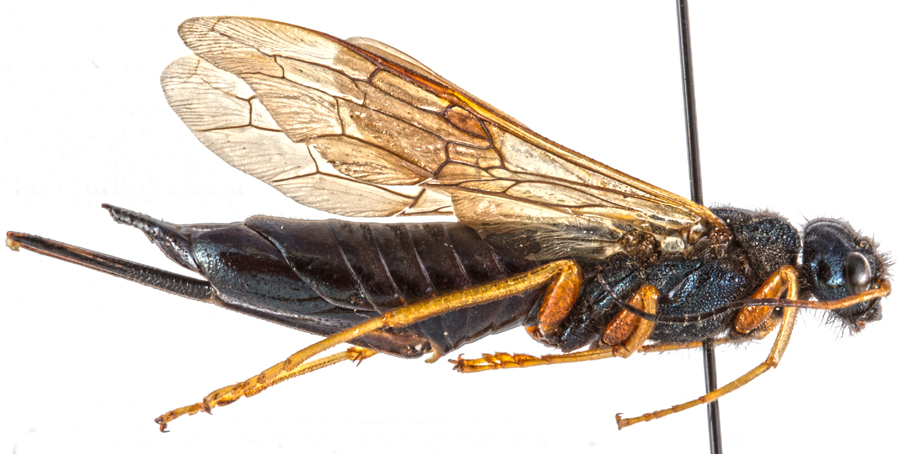